# Joseph Leopold Eybler
Joseph Leopold Edler von Eybler (ur. 8 lutego 1765 w Schwechat, zm. 24 lipca 1846 w Wiedniu) – austriacki kompozytor.

## Życie
Pierwsze lekcje muzyki pobierał u swego ojca, dyrygenta chóru oraz nauczyciela w Schwechat. Po otrzymaniu podstawowego wykształcenia muzycznego zaczął studiować prawo. Po pożarze, w którym jego rodzina straciła majątek został zmuszony do porzucenia studiów i rozpoczął życie muzyka. W latach 1776–1779 studiował kompozycję u J.G. Albrechtsbergera. Po kilku trudnych latach pomógł mu Joseph Haydn, który polecił trzy jego sonaty fortepianowe wydawcy Artaria. Eybler był również zaprzyjaźniony z Wolfgangiem Amadeusem Mozartem, który zlecił mu by przygotowanie śpiewaków do pierwszego wykonania opery Così fan tutte.
Po śmierci W.A. Mozarta w 1791 roku jego żona Konstancja przekazała mu rękopis Requiem. Eybler pracował przez jakiś czas nad utworem wykończając w „duchu Mozarta” partie orkiestrowe pięciu części utworu: Dies Irae, Tuba mirum, Rex tremende, Recordare, Confutatis. Po jakimś czasie oddał wdowie niedokończoną partyturę, która przekazała ją F.X. Süssmayrowi.
W 1792 roku Eybler został dyrygentem chóru w Kościele Karmelitów w Wiedniu, a w 1794 objął takie samo stanowisko w bardziej znanym opactwie Schotten w Wiedniu, które piastował przez kolejnych 30 lat. Jednocześnie od 1801 roku był nauczycielem muzyki na dworze wiedeńskim (być może za wstawiennictwem J. Haydna lub jego patronki – cesarzowej Marii Teresy). W 1804 roku na zlecenie Marii Teresy Eybler skomponował Requeim c-moll. Prawdopodobnie sukces Requiem spowodował, że w 1804 roku Eybler został wicekapelmistrzem dworskim. W 1810 roku cesarz zamówił u Eyblera potężne oratorium Die vier letzten Dinge, do którego tekst napisał Joseph Sonnleithner.
Po przejściu na emeryturę Antonia Salieriego w 1824 roku Eybler zastąpił go na stanowisku kapelmistrza.
Eybler był jednym z ośmiu muzyków, którzy 29 marca 1827 roku trzymali białą wstęgę przymocowaną do trumny na pogrzebie Ludwiga van Beethovena. W 1833 roku podczas dyrygowania Requiem W.A. Mozarta doznał udaru, który uniemożliwił mu pełnienie obowiązków na dworze. Podczas ostatnich lat, które spędził z rodziną otrzymał wiele zaszczytów, a w 1835 został nobilitowany przez cesarza.
Eybler był bardzo uzdolnionym muzykiem, grał na fortepianie, organach, skrzypcach, altówce, barytonie i rogu.